# Los Morancos
Los Morancos, conocidos en sus inicios como Los Morancos de Triana, son un dúo de humoristas españoles formado por los hermanos César Cadaval (el menor) y Jorge Cadaval (el mayor), originarios del barrio sevillano de  El Tardón, en Triana.

## Biografía artística
Comenzaron realizando actuaciones populares por toda Andalucía. Aparecieron por primera vez en televisión en el programa Un, dos, tres... del 17 de febrero de 1984 dedicado a las revistas del corazón, como secundarios en un sketch protagonizado por Analía Gadé y Forges, sin aparecer en los créditos, por lo que su definitivo salto a la fama no se produjo hasta unos meses más tarde, en la gala de Nochevieja de TVE, Viva 85, donde hacían una parodia de flamenco en inglés que les sirvió de impulso en toda España.
Se hicieron fijos en el concurso televisivo Un, dos, tres... responda otra vez en el año 1985. Sus caricaturas de personajes famosos (de los cuales tienen un amplio repertorio), se suman a los que elaboran de su propia cosecha y que se hacen famosos en poco tiempo.
En 1989 y 1990 pasaron por el programa de entretenimiento Pero ¿esto qué es? donde participaron como humoristas parodiando a personajes famosos con una duración de 10 a 15 minutos aproximadamente.
En 1992 se aventuraron con el cine y realizaron la película Sevilla Connection donde participaron también como guionistas.
En 1993 firmaron un contrato con Televisión Española (TVE) para realizar algunos programas y especiales que siempre han tenido gran éxito de audiencia. Ese mismo año realizaron su primer especial humorístico de Nochevieja en sustitución de Martes y Trece.
Sus actuaciones en teatros también son numerosas. En las fiestas de Navidad entre los años 1999 y 2000 realizaron varias actuaciones en el Teatro Imperial de Sevilla, llenando el aforo en su totalidad.
También han realizado en sus propios programas entrevistas a personajes famosos (algunos ya imitados por ellos). Actuaron junto a Cristina ("tres cabezas" o "tresi" o "Tresca") pasando por todas las emisoras de televisión, tanto nacionales como autonómicas de España.
A todo esto hay que añadir su colaboración en programas de radio como Protagonistas, de Luis del Olmo, en cuyo programa imitaban frecuentemente al presentador, dado que este casi nunca podía asistir a los estudios desde donde se emitía el programa porque, según él, le pillaba muy lejos y prefería dedicarse tiempo a él mismo. En este programa también parodiaban a sus más famosos personajes, Antonia y  Omaíta, pero apenas tuvieron un éxito reconocido.[cita requerida]
La parodia de Antonia y Omaíta vio su culmen en la serie El retorno de Omaíta en Televisión Española, donde debutaron nuevos personajes dirigidos al público infantil como Kiki (Santiago de los Reyes), Juanillo (Nicolás López) y Saray (Azahara María Urbano).
Su versión de la canción de la banda moldava O-Zone "Dragostea din tei", a la que llamaron "Pluma pluma gay" se hizo famosa en muchos países de Hispanoamérica, en particular en Venezuela, Ecuador, México, Perú, Argentina, Puerto Rico, Uruguay, Cuba, República Dominicana, Chile y Colombia La letra reivindicativa y la pegadiza tonada "Fiesta, fiesta, y pluma, pluma gay" hicieron de la versión una especie de himno gay internacional.
En 2010 César Cadaval participa en una Chirigota en el Carnaval de Cádiz llamada "Los Pre-paraos" llegando a Semifinales. 
En 2012 presentaron ¡Qué buen puntito! los jueves en Canal Sur TV.
Hasta 2014 colaboraron esporádicamente en el programa de radio Así son las mañanas de Ernesto Sáenz de Buruaga.
En 2015 Los Morancos participaron en el nuevo videoclip del artista algecireño Canelita.
En el verano de 2015 presentaron el concurso de televisión Jugamos en casa, en La 1 de TVE.
El 30 de marzo de 2017 aparecieron en el programa de televisión El hormiguero.
A partir del 3 de noviembre de 2017 Los Morancos estuvieron en el Teatro Apolo de Madrid con su espectáculo Antónimos.
En 2019, con motivo del 40 aniversario de Los Morancos, son entrevistados en Mi casa es la tuya de la cadena Telecinco.
El 28 de febrero de 2021, reciben la Medalla de Andalucía de las Artes.

## Televisión
- La ruta Morancos (2024)

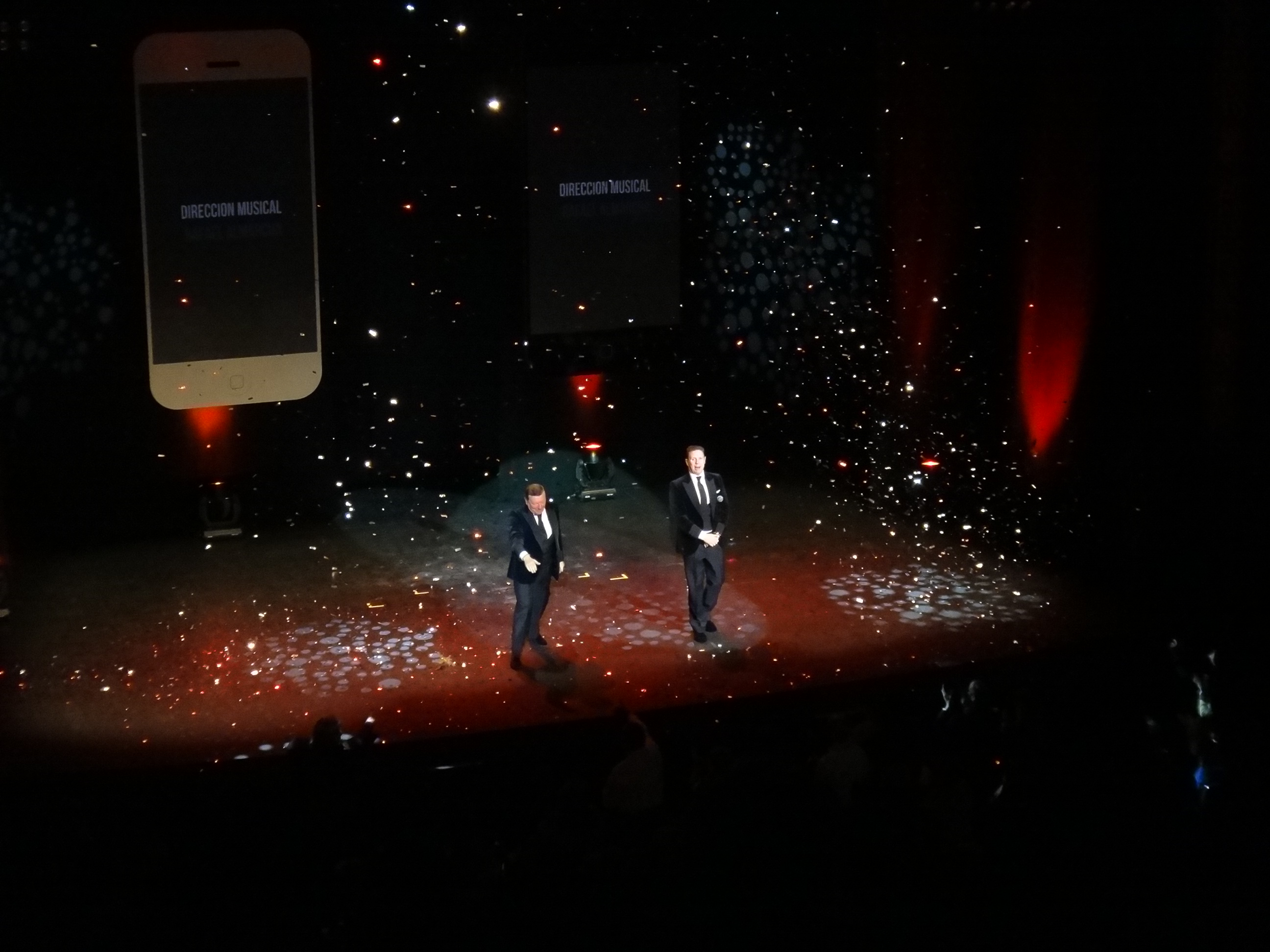
Actuación.

- MasterChef Celebrity 8: Como concursantes (2023)
- Campanadas 2023 (La 1) Con Ana Obregón
- Pasapalabra (Antena 3 y Telecinco)
- Tu cara me suena 9: Como concursantes (2021)
- Mi casa es la tuya (2019)
- El hormiguero (2008-presente) Invitado (Cuatro, Antena 3)
- Jugamos en casa (2015) TVE
- ¡Que noche la de Reyes! (Especial de Reyes) (2015)
- Pequeños Gigantes (Solo Jorge) (jurado)
- La puerta del tiempo (Especial de Nochevieja de TVE) (2013)
- Tu cara me suena (Solo Jorge): Como concursante y finalista de Tu cara más solidaria (2013)
- Qué buen puntito (Presentadores, Antonia y Omaita, varios) (2011-2012) (Canal Sur)
- Carnaval de Cádiz (Solo César) (2010) Saco una chirigota llamada los Pre-paraos llegando a Semifinales.
- Tú sí que vales  (Como jurado) (2009)
- Pánico en el plató (2009)
- DEC (2009)
- ¡Mira quién baila! (2008): Jorge como concursante y César como jurado.
- Tú sí que vales (Como jurado) (2008)
- Morancos 007 (2007) (TVE)
- Morancos Channel nº 5 (2006)
- Los Reorridos con todas las maneras (2005-2008)
- Moranquissimo (2004-2005)
- El retorno de Omaíta (2003) (TVE)
- Especies protegidas (Especial) (2002) (TVE)
- The Morancos Chou (2002) (TVE)
- Una navidad en la mochila (Especial) (2001) (TVE)
- Mecachis en la mar (Especial) (2001) (TVE)
- Omaita en la primera (2001) (TVE)
- El burladero (2000) (TVE)
- Entre Morancos y Omaítas T3 (2000) (TVE)
- Por un puñado de euros (1999) (TVE)
- A corazón abierto (Especial) (1999)
- Será por milenios (Especial) (1999)
- El Medinas Medinero (Canal Sur, Especial Navidad) (1998)
- Con vistas al mar (Especial) (1998)
- Aligera y pon ya la primera (Especial de Nochevieja de TVE) (1998)
- Entre Morancos y Omaítas T2 (1998) (TVE)
- Navidades a 20 duros (Especial de Navidad de TVE) (1997)
- La primera en la frente (Especial) (1997) (TVE)
- Suerte y al toro (Especial) (1997)
- Entre Morancos y Omaítas T1 (1997) (TVE)
- Dos Morancos para hoy (1997)
- Vaya veranito (1996)
- Navidad a 20 duros (1996) (TVE)
- Llevátelo calentito de verdad (1996)
- Llévatelo calentito (1995)
- Un día entero de vacaciones (Especial) (1994)
- Directo al turrón (1994)
- Eráse una vez Los Morancos (1994) (TVE)
- Bienvenidos a la feria (1994)
- Cincuenta y cinco minutos en Pekín (Especial) (1993)
- Hasta aquí hemos llegado (Especial de Nochevieja de TVE) (1993) (TVE)
- Sevilla Connection (1992) (guionistas)
- El gordo (1991-1992)
- Pero... ¿esto qué es? (1989-1990)
- Pensión el patio (1989) (Canal Sur)
- Viva 85 (1985)
- Un, dos, tres... responda otra vez (1991)
- No hay moranco bueno

## Doblajes
- Hop Jorge como Carlos y César como Felipe/Phil
- Niña Repelente como Antonia, Omaita y Paco